# Paramecyna x-signata
Paramecyna x-signata är en skalbaggsart som beskrevs av Aurivillius 1910. Paramecyna x-signata ingår i släktet Paramecyna och familjen långhorningar.
Artens utbredningsområde är:
- Angola.
- Kenya.

Inga underarter finns listade i Catalogue of Life.